# Nord-Trøndelag
Nord-Trøndelag er et tidligere fylke i Norge, men blev  1. januar 2018 sammenlagt med  Sør-Trøndelag  til fylket  Trøndelag.  Befolkningstallet i 2007 er på 	129 069 indbyggere. Arealet er på 22.396 kvadratkilometer. Administrationen var placeret i Steinkjer.
Nord-Trøndelag grænsede til Norskehavet i vest, Nordland fylke i nord, og det tidligere Sør-Trøndelag fylke i syd og til Jämtlands len i Sverige i øst.

## Kommuner
Nord-Trøndelag har 24 kommuner:
| 1. Flatanger 2. Fosnes 3. Frosta 4. Grong 5. Høylandet 6. Inderøy 7. Leka 8. Leksvik 9. Levanger 10. Lierne 11. Meråker 12. Mosvik | 1. Nærøy 2. Namdalseid 3. Namsos 4. Namsskogan 5. Overhalla 6. Røyrvik 7. Snåsa 8. Steinkjer 9. Stjørdal 10. Verdal 11. Verran 12. Vikna |